# Notepad++
Notepad++ is een vrije tekst- en broncode-editor vooral bedoeld voor programmeurs en bewerkers van databestanden. Het programma is beschikbaar voor Windows en het wordt vrijgegeven onder de GPL. Het is geheel in C++ geschreven, zonder gebruik te maken van de Microsoft Foundation Classes waardoor het programma sneller en kleiner is. Het maakt gebruik van Scintilla, een tekstbewerkingscomponent, en STL. Het draait met behulp van Wine ook op Linux en macOS. Notepad++ is al meer dan 29 miljoen keer gedownload.

## Functies
Notepad++ heeft ondersteuning voor tabbladen, syntaxiskleuring voor meer dan 50 programmeertalen (bijvoorbeeld voor Java en C++), zoeken en vervangen met behulp van reguliere expressies, twee documenten bewerken in een gesplitst scherm, zoomen, plug-ins en macro's. Verder heeft het auto-aanvullingsbestanden voor een tiental programmeer- en scripttalen, waaronder C#, Visual Basic en PHP. Notepad++ kan tekstbestanden laden tot ongeveer 600 MB. Verder ondersteunt Notepad++ ook code-invouwing.
Notepad++ ondersteunt twee schrijfmodi: INS (insert of invoegen) en OVR (overwrite of overschrijven).
In Notepad++ 6.6 werd de mogelijkheid toegevoegd om automatisch bestanden op te slaan om gegevensverlies tijdens stroomuitval te vermijden. Notepad++ vraagt bij het afsluiten dan niet meer om op te slaan, maar doet dit automatisch en heropent de volgende keer de documenten die open stonden.